# Autorità di bacino interregionale del fiume Sele
L'Autorità di bacino interregionale del fiume Sele è stata una delle Autorità istituite a seguito dell'art. 13 della legge del 18 maggio 1989, n. 183, con un'intesa fra la regione Campania e la regione Basilicata. La sede amministrativa era a Napoli.
L'ente gestiva il bacino idrografico del fiume Sele e dei suoi affluenti e il territorio in cui operava aveva una superficie di 3.350 km² suddivisi tra 62 comuni della provincia di Salerno, 5 della provincia di Avellino e 21 della provincia di Potenza:
- Albanella, Altavilla Silentina, Aquara, Atena Lucana, Auletta, Avigliano, Balvano, Baragiano, Bella, Bellosguardo, Brienza, Buccino, Buonabitacolo, Caggiano, Calabritto, Campagna, Campora, Capaccio, Caposele, Casalbuono, Casaletto Spartano, Castel San Lorenzo, Castelcivita, Castelgrande, Castelnuovo di Conza, Colliano, Controne, Contursi Terme, Corleto Monforte, Eboli, Felitto, Gioi, Laurino, Laviano, Lioni, Magliano Vetere, Marsico Nuovo, Moio della Civitella, Monte San Giacomo, Montesano sulla Marcellana, Muro Lucano, Oliveto Citra, Ottati, Padula, Palomonte, Pertosa, Pescopagano, Petina, Piaggine, Picerno, Polla, Postiglione, Ricigliano, Romagnano al Monte, Roccadaspide, Roscigno, Ruoti, Sacco, Sala Consilina, Salvitelle, San Gregorio Magno, San Pietro al Tanagro, San Rufo, Sant'Angelo a Fasanella, Sant'Angelo Le Fratte, Sant'Arsenio, Santomenna, Sanza, Sassano, Sasso di Castalda, Satriano di Lucania, Savoia di Lucania, Senerchia, Serre, Sicignano degli Alburni, Stio, Teggiano, Tito, Valle dell'Angelo, Valva, Vietri di Potenza, Abriola, Acerno, Bagnoli Irpino, Cannalonga, Lagonegro, Moliterno.

Dal 15 maggio 2012 l'Autorità interregionale del fiume Sele, le Autorità di bacino regionali in Destra Sele e in Sinistra Sele sono state accorpate nell'Autorità di bacino regionale Campania Sud ed interregionale per il bacino idrografico del fiume Sele.